# 渤海 (再興)
後渤海（ごぼっかい）は、979年から1018年に存在した王朝。

## 概説
後渤海は、渤海の王族である大元により建国された。「後渤海国」には、後渤海（928年 - 976年？）とこの渤海（989年 - 1018年）とがあるが、どちらも単に「渤海国」または「後渤海」と称され、区分には注意を要す。両者を区分するため、ここでは前者を「復興渤海」または「渤海（復興）」、後者を「再興渤海」または「渤海 (再興)」と称し、本項では後者を説明する。

## 歴史
- 989年 - 定安国の王子が、女真使によって宋に上表、馬を献じた。この頃、定安国第3代国王に大元（在位979年〜989頃 −1018頃）が即位、定安国を「後渤海国」と改称した。これは定安国と後渤海国の統合とする見解も示されている。
- 991年 - 大元が宋に朝貢（定安国王子大元、女真使によって上表）。
- 1003年 - 契丹（遼）の攻撃により定安国滅亡。
- 1018年 - 契丹（遼）の攻撃により後渤海が滅亡。
- 1029年 - 渤海遺民により東京遼陽府に興遼が建国される。